# Область Оґасавара
О́бласть Оґасава́ра (яп. 小笠原支庁, おがさわらしちょう, МФА: [ogasawaɾa ɕi̥t͡ɕoː]) — область в Японії, в префектурі Токіо. Розташована на островах Оґасавара.
Належить до острівних територій Токіо. Заснована 1876 року. Контролює село Оґасавара, що охоплює територію усіх островів Оґасавара.